# Central Hockey League 1971-1972
La stagione 1971-1972 è stata la 9ª edizione della Central Hockey League, lega di sviluppo creata dalla National Hockey League per far crescere i giocatori delle proprie franchigie. La stagione vide al via sei formazioni e al termine dei playoff i Dallas Black Hawks conquistarono la loro seconda Adams Cup.

## Squadre partecipanti
Rispetto alla stagione precedente si sciolsero gli Amarillo Wranglers.
- Dallas Black Hawks
- Fort Worth Wings
- Kansas City Blues
- Oklahoma C. Blazers
- Omaha Knights
- Tulsa Oilers

## Stagione regolare
|  | Pos. | Squadra             | Pt | G  | V  | S  | N  | GF  | GS  | DR  |
|  | ---- | ------------------- | -- | -- | -- | -- | -- | --- | --- | --- |
|  | 1.   | Dallas Black Hawks  | 93 | 72 | 43 | 22 | 7  | 317 | 232 | +85 |
|  | 2.   | Tulsa Oilers        | 76 | 72 | 34 | 30 | 8  | 256 | 243 | +13 |
|  | 3.   | Fort Worth Wings    | 72 | 72 | 30 | 30 | 12 | 238 | 246 | -8  |
|  | 4.   | Oklahoma C. Blazers | 67 | 72 | 29 | 34 | 9  | 235 | 273 | -38 |
|  | 5.   | Omaha Knights       | 66 | 72 | 29 | 35 | 8  | 241 | 260 | -19 |
|  | 6.   | Kansas City Blues   | 58 | 72 | 21 | 35 | 16 | 244 | 277 | -33 |

Legenda:

      Ammesse ai Playoff
Note:

Due punti a vittoria, un punto a pareggio, zero a sconfitta.

## Playoff
|  | Semifinali | Semifinali            | Semifinali |              |   | Finale             | Finale | Finale |  |
|  |            |                       |            |              |   |                    |        |        |  |
|  | 1          | Dallas Black Hawks    | 4          |              |   |                    |        |        |  |
|  | 1          | Dallas Black Hawks    | 4          |              |   |                    |        |        |  |
|  | 4          | Oklahoma City Blazers | 2          |              |   |                    |        |        |  |
|  | 4          | Oklahoma City Blazers | 2          |              | 1 | Dallas Black Hawks | 4      |        |  |
|  |            |                       |            |              | 1 | Dallas Black Hawks | 4      |        |  |
|  |            |                       | 2          | Tulsa Oilers | 2 |                    |        |        |  |
|  | 2          | Tulsa Oilers          | 2          | Tulsa Oilers | 2 | 4                  |        |        |  |
|  | 2          | Tulsa Oilers          |            |              |   |                    |        |        |  |
|  | 3          | Fort Worth Wings      | 3          |              |   |                    |        |        |  |

## Premi CHL
- Adams Cup: Dallas Black Hawks
- Jake Milford Trophy: Bobby Kromm (Dallas Black Hawks)
- Most Valuable Defenseman Award: Bart Crashley (Dallas Black Hawks)
- Most Valuable Player Award: Gregg Sheppard (Oklahoma City Blazers)
- Rookie of the Year: Tom Williams (Omaha Knights)